# أنتوني كونكارت
أنتوني كونكارت (بالفرنسية: Anthony Knockaert)‏ (20 نوفمبر 1991 فرنسا - ) هو لاعب كرة قدم فرنسي، يلعب كلاعب وسط.

## وصلات خارجية
أنتوني كونكارت على موقع رابطة كرة القدم الفرنسية للمحترفين (الإنجليزية)
- أنتوني كونكارت على موقع قاعدة بيانات كرة القدم.إي يو (الإنجليزية)
- أنتوني كونكارت على موقع ليكيب (الفرنسية)
- أنتوني كونكارت على موقع Soccerbase.com (لاعب) (الإنجليزية)
- أنتوني كونكارت على موقع Soccerway.com (الإنجليزية)
- أنتوني كونكارت على موقع عالم كرة القدم.نت (الإنجليزية)
- أنتوني كونكارت على موقع AS.com (الإسبانية)